# Талліннська декларація
«Талліннська декларація» — містить зобов'язання подальшої військової допомоги Україні на тлі її війни з РФ. Декларацію підписали міністри оборони й представники міністерств оборони дев'яти країн Європи 19 січня 2023.
Декларацію 19 січня 2023 підписали міністри оборони Великої Британії, Естонії, Латвії, Литви та Польщі, а також представники Данії, Нідерландів, Словаччини та Чехії.
Документ, зокрема, містить:
- засудження атак Росії, спрямованих на терор українського народу, зокрема навмисних атак на цивільне населення та цивільну інфраструктуру, які можуть вважатися воєнними злочинами.
- зобов'язання надати новий рівень підтримки України, що передбачає надання танків, протиповітряної і протиракетної оборони, які діють разом з дивізійними артилерійськими групами, і подальшим глибоким високоточним вогнем, що дає змогу цілеспрямовано уражати російські логістичні й командні вузли на окупованій території.
- заклик інших членів Північноатлантичного Альянсу і партнерів наслідувати приклад і якнайшвидше надати свої власні заплановані пакети підтримки задля забезпечення перемоги України на полі бою у 2023 році.

«... ми зобов'язуємося спільними зусиллями забезпечити безпрецедентний набір пожертвувань, включаючи основні бойові танки, важку артилерію, протиповітряну оборону, боєприпаси та бойові машини піхоти для оборони України», — йдеться у документі.